# Ptolemeu Psempetesis
Ptolemeu Psempetesis (en llatí Ptolemaeus, en grec antic Πτολεμαίος) fou un oficial egipci nomenat per Ptolemeu VIII Evergetes II governador de Cirene mentre anava a Roma l'any 162 aC a queixar-se personalment de son germà Ptolemeu VI Filomètor.
Va participar després a la revolta contra Evergetes del 155 aC i dirigia l'exèrcit que va derrotar el rei a la batalla de Catabathmus, revolta que finalment va ser dominada, segons diu Polibi.